# Bert Jacobs (Fußballtrainer)
Bert Jacobs (* 5. März 1941 in Zandvoort; † 14. November 1999) war ein niederländischer Fußballspieler und -trainer.

## Spielerkarriere
Als Spieler war Jacobs weniger erfolgreich. In seiner kurzen aktiven Karriere vertrat er die Farben von Zandvoortmeeuwen und dem HFC Haarlem.

## Trainerkarriere
Im Alter von 27 Jahren kam Jacobs zu seiner ersten Trainerstation. Bei Velox, einem der drei Vorgängervereine des FC Utrecht, war er allerdings ein Jahr, ehe er die Geschicke beim neu gegründeten Verein FC Utrecht übernahm. Seine beste Platzierung mit dem FCU erreicht Jacobs 1971/72 als der sechste Platz erspielt wurde. Nach vier Jahren wechselte der Trainer im Sommer 1974 zu Ligakonkurrent Roda Kerkrade. Dort löste er den erst im Februar eingestellten Fritz Pliska ab. Mit Kerkrade spielte Jacobs stets im oberen Tabellendrittel. Der große Ligaerfolg wollte aber nicht passieren. 1976 erreichte man das Finale um den KNVB-Pokal. Durch einen Treffer von Ralf Edström unterlag Roda allerdings mit 0:1 gegen die PSV Eindhoven. 1980/81 zog es Jacobs zu Willem II Tilburg. Er blieb allerdings nur zwei Spielzeiten, ohne große Erfolge feiern zu können. Schließlich lockte Seiko SA den Fußballlehrer nach Hongkong. Dort konnte er den nationalen Titel gewinnen und kehrte im Sommer 1983 wieder in die Niederlande zurück. Sparta Rotterdam sicherte sich die Dienste des Trainers. Ein sechster Platz war allerdings nicht ausreichend und Jacobs verließ die Mannschaft wieder. Bei Fortuna Sittard, der siebten Trainerstation, blieb Jacobs drei Jahre. 1985 führte er den Verein auf den siebten Platz in der Eredivisie, die beste Platzierung in der Klubgeschichte. Nur 1991 und 1999 wurde dieser Erfolg wiederholt. Im Jahr zuvor schaffte man es in das Finale des KNVB-Pokals. Wieder scheiterte Jacobs im Endspiel. Trotzdem war der Verein berechtigt im Europapokal der Pokalsieger 1984/85 zu starten. Erst im Viertelfinale war gegen den späteren Sieger FC Everton schluss. Im Dezember 1986 gab er sein Amt auf, um sich auf den in ihm aufgetretenen Krebs zu konzentrieren. Nach Besserung unterzeichnete Jacobs im Sommer 1987 bei Vitesse Arnheim. Nach Anfangsschwierigkeiten führte er den damaligen Zweitligisten 1989 zurück in die höchste niederländische Spielklasse. Dort etablierte er das Team und führte sie bis 1992 dreimal in Folge in die Top 5 der Liga. In der Winterpause 1992/93 holte ihn der spanische Vertreter Sporting Gijón. Bereits im April 1993 wurde Jacobs wieder entlassen. Beim RKC Waalwijk war er schließlich nochmal zwei Jahre aktiv, spielte mit dem Verein aber stets gegen den Abstieg. Nach einem kurzen Jahr beim FC Volendam, ging Jacobs nochmals nach Waalwijk, betreute die Mannschaft für ein Jahr als Trainer und war anschließend Technischer Leiter des Vereins.
Am 14. November 1999 erlag Jacobs seinem Krebsleiden.

## Erfolge
- Meister mit Seiko SA: 1983
- Gewinn der Eerste Divisie mit Vitesse Arnheim: 1989